# Azuébar
Azuébar (valencianisch: Assuévar) ist eine Gemeinde (Municipio) mit 352 Einwohnern (Stand: 2024) in der Provinz Castellón in der spanischen autonomomen Region Valencia. 

## Geographie
Azuébar liegt etwa 32 Kilometer westsüdwestlich der Provinzhauptstadt Castellón de la Plana und etwa 40 Kilometer nördlich von Valencia im Bezirk Alto Palancia in einer Höhe von ca. 300 m im Naturpark Parc Natural de la Serra d’Espada. 

## Sehenswürdigkeiten

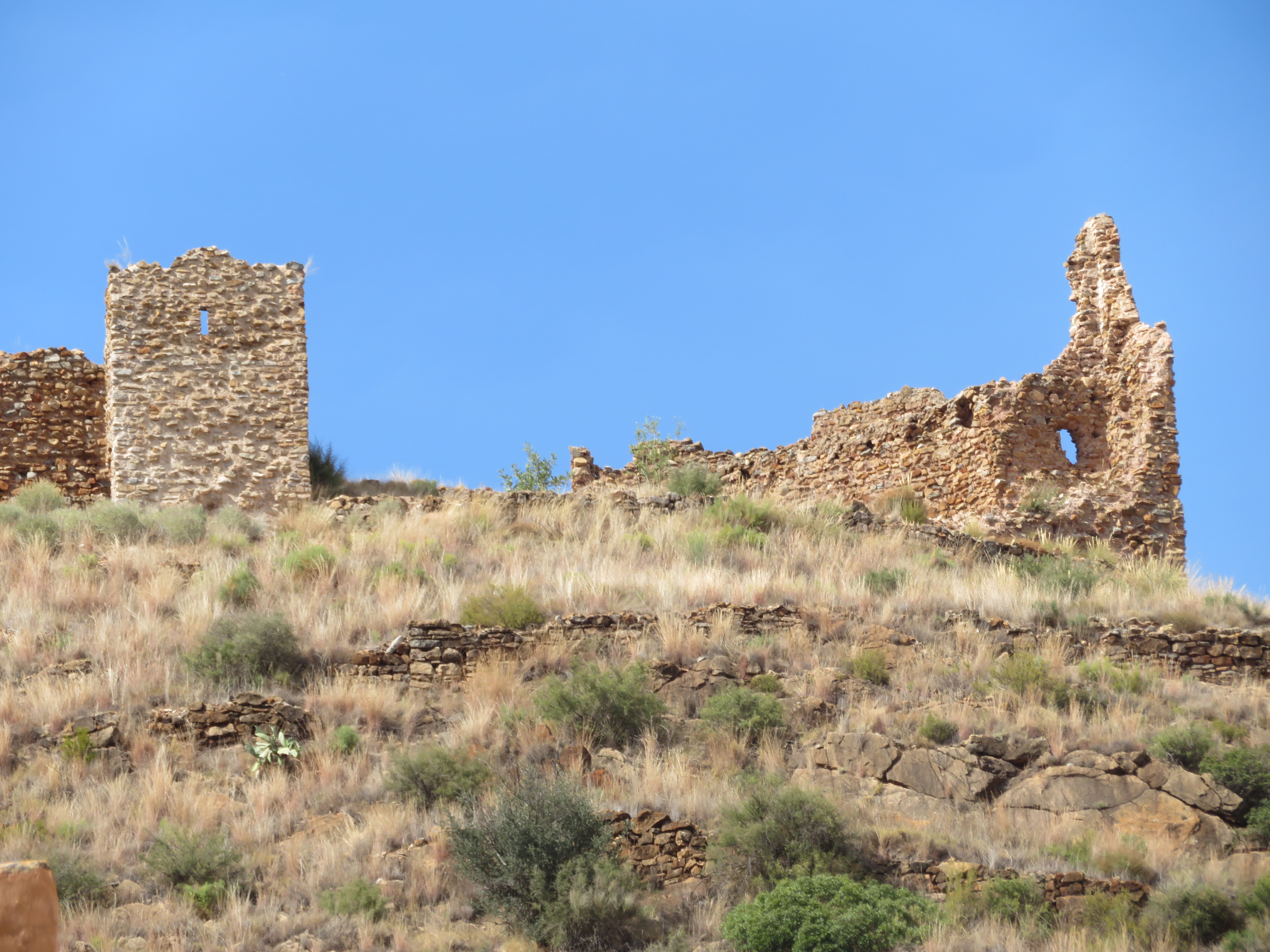
Reste der Burganlage
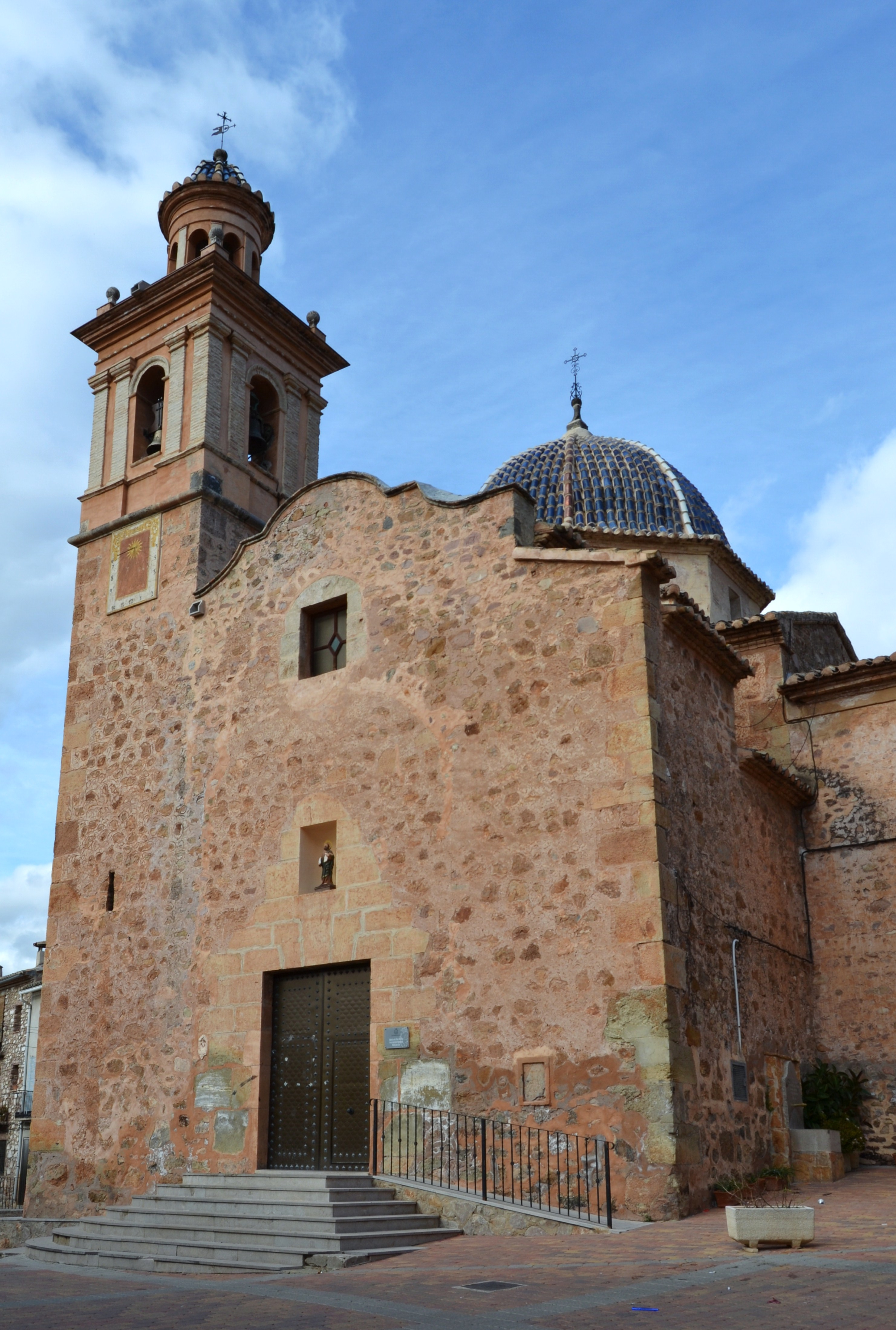
Matthäuskirche

- Reste der Burganlage
- Matthäuskirche